# Diecezja Ratnapury
Diecezja Ratnapura – diecezja rzymskokatolicka w Sri Lance, powstała w 1995 z terenu diecezji Galle.

## Biskupi diecezjalni
- Malcolm Ranjith (1995 - 2001)
- Harold Anthony Perera (2003- 2005) 
  - Ivan Tilak Jayasundera (2006, nie objął diecezji)
- Cletus Chandrasiri Perera, O.S.B. (2007–2024)
- Anton Wyman Croos (od 2024)